# 卢瓦尔河畔圣米歇尔
卢瓦尔河畔圣米歇尔（法語：Saint-Michel-sur-Loire，法語發音：[sɛ̃ miʃɛl syʁ lwaʁ]）是法国安德尔-卢瓦尔省的一个旧市镇，属于希农区。卢瓦尔河畔圣米歇尔已于2017年1月1日与相邻的两个市镇合并为新市镇卢瓦尔河畔科托。

## 地理
卢瓦尔河畔圣米歇尔（47°18'27"N, 0°20'57"E）面积17.51 平方千米，位于法国中央-卢瓦尔河谷大区安德尔-卢瓦尔省，该省份为法国中西部省份，北起萨尔特省、东北接卢瓦-谢尔省，东南接安德尔省，南至维埃纳省，西临曼恩-卢瓦尔省。
与卢瓦尔河畔圣米歇尔接壤的市镇（或旧市镇、城区）包括：布雷埃蒙、孔坦瓦尔、莱塞萨尔、图赖讷地区安格朗德、朗热、雷斯蒂涅、圣帕特里斯。
卢瓦尔河畔圣米歇尔的时区为UTC+01:00、UTC+02:00（夏令时）。

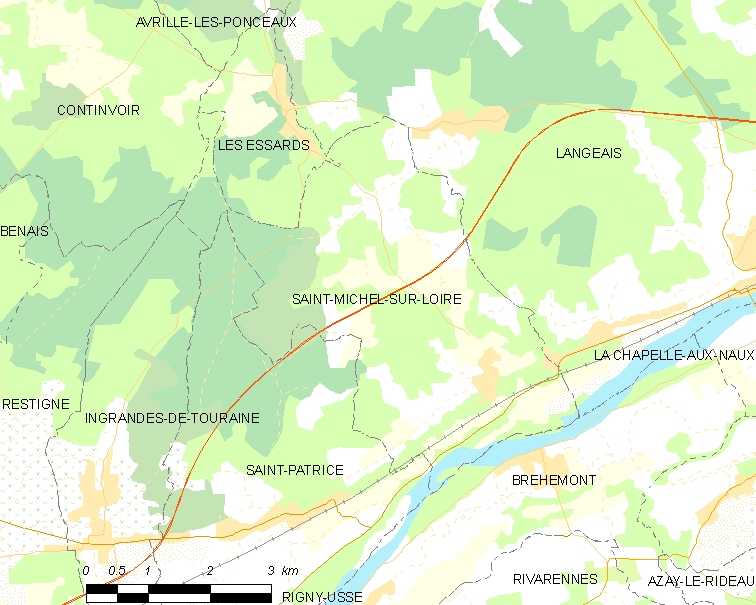
卢瓦尔河畔圣米歇尔的OSM定位图

## 行政
卢瓦尔河畔圣米歇尔的邮政编码为37130，INSEE市镇编码为37227。

## 政治
卢瓦尔河畔圣米歇尔所属的省级选区为朗热县。

## 人口

1962-2008年间卢瓦尔河畔圣米歇尔人口变化图示

卢瓦尔河畔圣米歇尔于2018年1月1日时的人口数量为713人。